# Artesis Hogeschool Antwerpen

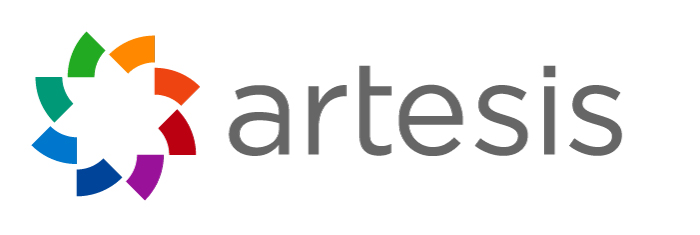
Logo

De Artesis Hogeschool Antwerpen, was van 5 oktober 2008 tot september 2013 de naam van de Hogeschool Antwerpen. In 2013 is Artesis met Plantijn gefuseerd tot AP, AP Hogeschool Antwerpen, als gevolg van de academisering. Enkele academische opleidingen zijn ondergebracht bij de Universiteit Antwerpen.

## Geschiedenis
De Hogeschool Antwerpen werd in 1995-1996 bij de fusie- en reorganisatie van het hoger onderwijs in Vlaanderen gevormd door samenvoeging van 22 normaalscholen, verpleegsterscholen, kunstschool, handelshogescholen en scholen voor Industrieel ingenieurs van het Stedelijk Onderwijs van Antwerpen, het OCMW Antwerpen en het Gemeenschapsonderwijs in de provincie Antwerpen. Artesis Hogeschool was een verzameling van zestien opleidingsinstituten, waaronder enkele vermaarde zoals het Herman Teirlinck Instituut, de Koninklijke Academie voor Schone Kunsten (met o.a de Modeacademie), het Henry Van de Velde-instituut, het Koninklijk Vlaams Conservatorium en de dansacademie. Naast vestigingen in Antwerpen had de hogeschool ook vestigingen in Mechelen en Turnhout. De vestiging in Lier werd vanaf academiejaar 2012-2013 gesloten en overgeheveld naar Antwerpen. De Lierse Rijksnormaalschool was de oudste normaalschool in België, en ging terug tot 1817. In 2012 werd gestart met de bouw van een nieuwe campus: campus Spoor Noord. Deze nieuwe campus biedt plaats aan 3500 studenten met een oppervlakte van 30.000 m². De nieuwe campus werd in september 2015 in gebruik genomen.

## Associatie
Samen met de Universiteit Antwerpen, de Plantijn Hogeschool, de Karel de Grote-Hogeschool (katholiek onderwijs) en de Hogere Zeevaartschool, vormde Artesis Hogeschool de Associatie van Universiteit & Hogescholen Antwerpen (AUHA).